# Prognorisma substrigata
Prognorisma substrigata là một loài bướm đêm trong họ Noctuidae.